# Espostoa guentheri
Espèce
Statut de conservation UICN

 NT  : Quasi menacé
Statut CITES
Espostoa guentheri est une espèce ornementale de la famille des Cactacées.

## Synonymes
- Vartricania guentheri
- Cephalocereus guentheri Kupper